# ژیان‌مرغ-تودی حلقه‌چشمی
ژیان‌مرغ-تودی حلقه‌چشمی (نام علمی: Hemitriccus orbitatus) گونه‌ای از پرندگان خانواده ژیان‌مرغان و بومی برزیل است. زیستگاه طبیعی آن جنگل‌های جلگه‌ای نمناک نیمه‌گرمسیری یا گرمسیری است. به دلیل از بین رفتن زیستگاه نایاب می‌شود.